# Passe de Darial
La passe de Darial (en russe : Дарьяльское ущелье, en ossète : Дайраны ком, en géorgien : დარიალის ხეობა) est un passage naturel au centre de la crête du Grand Caucase, entre la Géorgie et la Russie. Elle est constituée par le défilé du cours supérieur du Terek qui au niveau de la frontière entre la Russie et la Géorgie perce entre deux murs quasi verticaux élevés de 1 800 m et constitue une gorge à une altitude de 1 447 m. Située à l'est du mont Kazbek, elle est traversée par la route militaire géorgienne, voie importante qui relie Tbilissi, capitale de la Géorgie, à Vladikavkaz, en Russie.

## Étymologie
Le nom Darial provient de Dār-e Alān qui signifie « Porte des Alains » en persan. La gorge, aussi dénommée « Porte des Ibères » ou « Porte du Caucase », apparaît dans les annales géorgiennes sous les noms de Ralani, Dargani, Darialani. Les Tatars l'appellent Darioly. Strabon la dénomme Porta Caucasica ou Porta Coumana ; Ptolémée, Fortes Sarmatica. Elle est aussi dénommée « Porte d'Alexandre », à l'instar de la porte naturelle à travers le Caucase à Derbent.
La passe de Darial est une des localisations des « Portes de fer » qui, selon la légende, auraient été édifiées par Dhû-l-Qarnayn pour contenir les peuples du Nord (Gog et Magog), légende que l’on trouve dans le Pseudo-Callisthène et dans la sourate 18 du Coran. D'après les recherches d'As-Syohârwî, Cyrus II (Dhu-l-Qarnayn mentionné dans la sourate 18 du Coran) aurait construit ce mur autrefois pour empêcher les Scythes (qu'il assimile donc à Gog et Magog) de venir piller les cités situées en deçà du massif.

## Importance historique

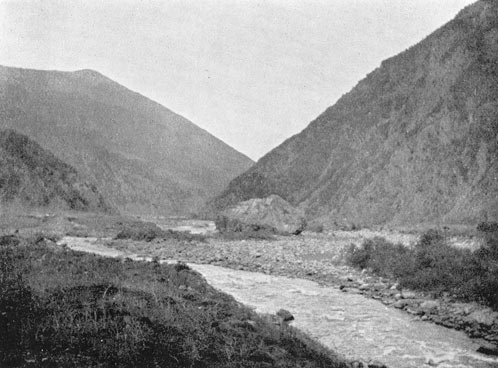
Vue de la passe de Darial en 1906.

Darial, seul passage naturel à travers le Caucase, est un accès historiquement stratégique. Le passage a été très tôt fortifié, au moins depuis 150 av. J.-C. ; les ruines d'une ancienne forteresse russe sont toujours visibles, celles du château de Tamar qui protégeait une section de la route militaire géorgienne à l'extrémité nord de la gorge.
La passe a été immortalisée dans la poésie russe, notamment par Lermontov dans son poème Le Démon ; elle est ainsi devenue un des endroits les plus romantiques du Caucase.
En 2005 la construction du monastère de Dariali est entamée côté géorgien à une centaine de mètres de la frontière.